# Казарменный переулок (Павловск)
Каза́рменный переу́лок — переулок в городе Павловске Пушкинского района Санкт-Петербурга. Проходит от улицы Красного Курсанта и улицы Обороны до улицы Декабристов.
Казарменным переулком примерно с 1875 года называлась часть нынешней улицы Декабристов, примыкающая к улице Обороны. Название было связано с казармами лейб-гвардии Конной артиллерии, расположенными на противоположной стороне улицы Обороны. В 1960-х годах переулок был присоединен к улице Декабристов.
31 января 2017 года Казарменным переулком было решено назвать диагональный проезд, расположенный рядом. В его состав включили 100-метровый конечный фрагмент Пушкинской улицы.

## Перекрёстки
- Улица Красного Курсанта / улица Обороны
- Пушкинская улица
- Улица Декабристов